# 毛枝多变杜鹃
毛枝多变杜鹃（学名：Rhododendron selense sp. dasycladum）为杜鹃花科杜鹃花属下的一个亚种。